# Totonaque de Huehuetla
Le totonaque de Huehuetla est une langue totonaque parlée dans les montagnes de l'État de Puebla, au Mexique.

## Classification
Le parler totonaque de Huehuetla appartient à la famille de langues amérindiennes des langues totonaques. Cette variété de totonaque est un des trois dialectes du totonaque de la sierra, parlés à Huehuetla, à Zapotitlán et à Coatepec. 

## Phonologie
Les tableaux présentent les phonèmes du totonaque de Huehuetla, les voyelles et les consonnes. 

### Voyelles
|         | Antérieure    | Centrale      | Postérieure   |
| ------- | ------------- | ------------- | ------------- |
| Fermée  | i [i] ii [iː] |               | u [u] uu [uː] |
| Ouverte |               | a [a] aː [aː] |               |

### Qualité des voyelles
Les trois voyelles peuvent être longues. Contrairement au totonaque de Zapotitlán de Mendez, un autre parler de la sierra, le totonaque de Huehuetla ne possède pas de voyelles laryngalisées.

### Consonnes
|               |               | Bilabiale | Alvéolaire | Latérale | Palatale | Vélaire | Uvulaire | Glottale |
| ------------- | ------------- | --------- | ---------- | -------- | -------- | ------- | -------- | -------- |
| Occlusives    | Occlusives    | p [p]     | t [t]      |          |          | k [k]   | q [q]    | ʔ [ʔ]    |
| Fricatives    | Fricatives    |           | s [s]      | ł [ɫ]    | š [ʃ]    |         |          | h [h]    |
| Affriquées    | Affriquées    |           | c [t͡s]     | ʎ [t͡ɫ]   | č [ t͡ʃ ] |         |          |          |
| Nasales       | Nasales       | m [m]     | n [n]      |          |          |         |          |          |
| Liquides      | Liquides      |           |            | l [l]    |          |         |          |          |
| Semi-voyelles | Semi-voyelles | w [w]     |            |          | y [j]    |         |          |          |

### Allophones
Précédées par une consonne nasale, les occlusives et les affriquées peuvent être voisées. Exemples:
- čankat [ˈtʃankat] ou [ˈtʃãŋgat], canne à sucre
- anta [anˈta] ou [ãnˈda], là
- tanqašiq [taɴˈqaʃɛq] ou [tãɴˈɢaʃɛχ], racine